# ديف سوتون
ديف سوتون (بالإنجليزية: Dave Sutton)‏ (21 يناير 1957 في المملكة المتحدة - ) هو لاعب كرة قدم بريطاني في مركز الدفاع. لعب مع بولتون واندررز ونادي بليموث أرجايل ونادي روتشديل ونادي ريدنغ وهدرسفيلد تاون.